# Celypha striana
Espèce
Synonymes
- Tortrix striana Denis & Schiffermüller, 1775

Celypha striana est un insecte de l'ordre des lépidoptères (papillons) de la famille des Tortricidae.
On le trouve en Europe. 
L'imago a une envergure de 16 à 22 mm et vole de mai à fin septembre.
La chenille se nourrit sur Taraxacum officinale.